# Dendrobium phalangium
Dendrobium phalangium är en orkidéart som beskrevs av Rudolf Schlechter. Dendrobium phalangium ingår i släktet Dendrobium, och familjen orkidéer. Inga underarter finns listade i Catalogue of Life.